# Gené
Gené ([ʒəˈne] ) ist ein Ort und ehemalige französische Gemeinde mit 497 Einwohnern (Stand: 1. Januar 2022) im Département Maine-et-Loire in der Region Pays de la Loire. Sie gehörte zum Arrondissement Segré. Die Einwohner werden Genéens und Genéennes genannt.
Der Erlass der Präfektin vom 22. Dezember 2015 legte mit Wirkung zum 28. Dezember 2015 die Eingliederung von Gené als Commune déléguée zusammen mit den früheren Gemeinden Vern-d’Anjou, Brain-sur-Longuenée und La Pouëze zur Commune nouvelle Erdre-en-Anjou fest.

## Geografie

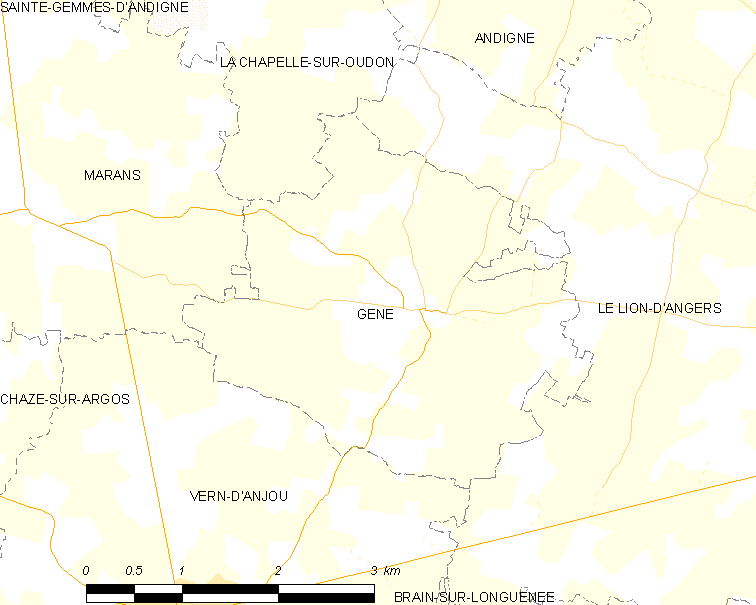
Karte von Gené

Gené liegt etwa 26 Kilometer nordwestlich von Angers in der Région naturelle des Haut-Anjou, Teil der historischen Provinz des Anjou.
Das Ortsgebiet liegt im Einzugsbereich der Loire und wird entwässert vom zeitweise trockenfallenden Ruisseau du Mas sowie von kleineren, ebenfalls zumeist zeitweise trockenfallenden Bächen. Das Bodenrelief ist flach, zeigt kaum signifikante Erhebungen. Das Ortszentrum liegt auf etwa 43 m. Die Höhen variieren zwischen nur zwischen 36 m und 54 m.
Umgeben wird Gené von zwei Nachbargemeinden und einer Commune déléguée von Erdre-en-Anjou:
|                     |                                             |                  |
| Segré-en-Anjou Bleu | Kompassrose, die auf Nachbargemeinden zeigt | Le Lion-d’Angers |
|                     | Vern-d’Anjou (Erdre-en-Anjou)               |                  |

## Geschichte
Der Ursprung von Gené liegt sicherlich weit zurück, wie archäologische Funde (Reste von Muscheln, Zähnen und Knochen, zugeschnittener Feuersteinschaber) aus dem Moustérien (30.000 v. Chr.) belegen. Der Ortsname La Ville (ein im alten Kataster von 1810 nördlich des Dorfes erscheinender und heute verschwundener Ortsname) lässt auf eine gallorömische Besiedlung (Villa) schließen.
Die Kanoniker des Kollegiatstifts Saint-Pierre in Angers waren die Lehnsherren und ursprüngliche Pfarrer der Gemeinde. Am Ende des 18. Jahrhunderts gehörte sie zum Bistum Angers, zum Dekanat Craon, zur Élection von Angers und zum Einzugsgebiet der Gabelle von Candé.
Während der Chouannerie, dem bewaffneten Widerstand königstreuer Katholiken gegen die Erste Französische Republik, wurden die Republikaner bei Gené im Juli 1794 in die Flucht geschlagen, zwei Monate später wurden die Chouans zurückgedrängt. Im Mai 1796 wurde das Zentrum von Gené von republikanischen Truppen besetzt.

## Bevölkerungsentwicklung
| Gené: Einwohnerzahlen von 1793 bis 2020                                                                                    | Gené: Einwohnerzahlen von 1793 bis 2020 | Gené: Einwohnerzahlen von 1793 bis 2020 | Gené: Einwohnerzahlen von 1793 bis 2020 | Gené: Einwohnerzahlen von 1793 bis 2020 |
| --- | --------------------------------------- | --------------------------------------- | --------------------------------------- | --------------------------------------- |
| Jahr |                                         |                                         |                                         | Einwohner                               |
| 1793 | 1793                                    |                                         | 475                                     | 475                                     |
| 1800 | 1800                                    |                                         | 487                                     | 487                                     |
| 1806 | 1806                                    |                                         | 534                                     | 534                                     |
| 1821 | 1821                                    |                                         | 590                                     | 590                                     |
| 1831 | 1831                                    |                                         | 526                                     | 526                                     |
| 1836 | 1836                                    |                                         | 499                                     | 499                                     |
| 1841 | 1841                                    |                                         | 472                                     | 472                                     |
| 1846 | 1846                                    |                                         | 504                                     | 504                                     |
| 1851 | 1851                                    |                                         | 497                                     | 497                                     |
| 1856 | 1856                                    |                                         | 500                                     | 500                                     |
| 1861 | 1861                                    |                                         | 503                                     | 503                                     |
| 1866 | 1866                                    |                                         | 542                                     | 542                                     |
| 1872 | 1872                                    |                                         | 503                                     | 503                                     |
| 1876 | 1876                                    |                                         | 534                                     | 534                                     |
| 1881 | 1881                                    |                                         | 514                                     | 514                                     |
| 1886 | 1886                                    |                                         | 512                                     | 512                                     |
| 1891 | 1891                                    |                                         | 502                                     | 502                                     |
| 1896 | 1896                                    |                                         | 482                                     | 482                                     |
| 1901 | 1901                                    |                                         | 450                                     | 450                                     |
| 1906 | 1906                                    |                                         | 424                                     | 424                                     |
| 1911 | 1911                                    |                                         | 416                                     | 416                                     |
| 1921 | 1921                                    |                                         | 375                                     | 375                                     |
| 1926 | 1926                                    |                                         | 371                                     | 371                                     |
| 1931 | 1931                                    |                                         | 343                                     | 343                                     |
| 1936 | 1936                                    |                                         | 351                                     | 351                                     |
| 1946 | 1946                                    |                                         | 328                                     | 328                                     |
| 1954 | 1954                                    |                                         | 296                                     | 296                                     |
| 1962 | 1962                                    |                                         | 280                                     | 280                                     |
| 1968 | 1968                                    |                                         | 305                                     | 305                                     |
| 1975 | 1975                                    |                                         | 275                                     | 275                                     |
| 1982 | 1982                                    |                                         | 258                                     | 258                                     |
| 1990 | 1990                                    |                                         | 262                                     | 262                                     |
| 1999 | 1999                                    |                                         | 259                                     | 259                                     |
| 2006 | 2006                                    |                                         | 403                                     | 403                                     |
| 2013 | 2013                                    |                                         | 455                                     | 455                                     |
| 2020 | 2020                                    |                                         | 496                                     | 496                                     |
| Quelle(n): EHESS/Cassini bis 1999, INSEE ab 2006 Anmerkung(en): Ab 1962 offizielle Zahlen ohne Einwohner mit Zweitwohnsitz |                                         |                                         |                                         |                                         |

Der deutliche Bevölkerungsanstieg in den vergangenen Jahrzehnten ist ganz wesentlich auf die Nähe zur Großstadt Angers und die vergleichsweise niedrigen Mieten und Grundstückspreise in Gené zurückzuführen.

## Sehenswürdigkeiten
- Die Pfarrkirche Saint-Pierre et Saint-Paul ist ein einschiffiger und mit einem Rippengewölbe versehener Bau des 16. Jahrhunderts mit Ursprüngen aus dem 12. Jahrhundert. Der Westturm ist von einer – im Westen Frankreichs nur selten anzutreffenden – geschwungenen Haube bedeckt.
- Die älteste Erwähnung des Schlosses Ribou stammt von Cesbron de Villeprouvée, der 1453 Seigneur von Ribou war. Im 17. Jahrhundert war es ein Lehen von Gené mit einem Herrenhaus, „umschlossen und von Mauern und Gräben umgeben, mit hohem und niedrigem Hof, Schanzen und Zugbrücken, Straßen, Ausgängen, Eichenhainen, Gärten“.